# Ausländerkinder-Pflegestätte (Lefitz)
Die Ausländerkinder-Pflegestätte Lefitz  befand sich in Lefitz im damaligen Kreis Lüchow. Heute ist Lefitz ein Ortsteil der Gemeinde Clenze im heutigen niedersächsischen Landkreis Lüchow-Dannenberg. Die „Pflegestätte“ wurde von einer Kreisbauernschaft getragen und von ihr vom Juni 1943 bis zum Ende des Zweiten Weltkriegs im Mai 1945 betrieben. In dem „Kinderlager“, so nannte es die örtliche Bevölkerung, starben mindestens neun Kinder. Vermutet werden entsprechend den Zeugenaussagen in Befragungen, die durch das britische Militär im Jahr 1947 erfolgte, dass es weitere Todesfälle gegeben haben könnte.

## Hintergrund
In den Ausländerkinder-Pflegestätten praktizierten die Nationalsozialisten ein rassen- und bevölkerungspolitisches „Konzept“ im Reich für schwangere polnische und sowjetische Zwangsarbeiterinnen, das auch von der nationalsozialistischen Sorge geprägt war, dass „fremdvölkische“ Kinder die Zahl der Feinde im eigenen Land vergrößern könnte. Vor 1943 wurden schwangere „fremdländische“ Frauen nach Hause geschickt. Das untersagte der Generalbevollmächtigte für den Arbeitseinsatz, Fritz Sauckel, in seiner Weisung „Rückführung schwangerer ausländischer Arbeitskräfte“ vom 15. Dezember 1942. Das Reich benötigte Ende 1943 verstärkt Arbeitskräfte in der Landwirtschaft und vor allem in den Rüstungsbetrieben, um die Produktion in der Kriegswirtschaft aufrechtzuerhalten bzw. auszuweiten. Dazu wurden vermehrt Frauen in den von der Wehrmacht besetzten Gebieten zwangsverpflichtet.
Während in der Rüstungsindustrie große Lager entstanden, in denen polnische, ukrainische und russische Zwangsarbeiterinnen eingesetzt wurden, waren dies auf den einzelnen Bauernhöfen meist Polinnen. Die in den industriellen Zentren entstandenen „Pflegestätten“ wiesen in der Regel höhere Belegungszahlen und Sterberaten als die „Pflegestätten“ auf, in die „fremdvölkische“ Zwangsarbeiterinnen in der Landwirtschaft ihre Kinder abgeben mussten. Sowohl in den Lagern als auch auf den Bauernhöfen entstanden Beziehungen und in der Folge kam es zu Schwangerschaften. Die aus den Beziehungen entstandenen „fremdvölkischen“ Kinder (in der Nazi-Terminologie: „rassisch minderwertiger Nachwuchs“) sollten „entweder durch Abtreibung oder durch kalkulierte Vernachlässigung nach der Geburt getötet“ werden. Nach Schätzungen wurden etwa 100.000 Kinder im Reich abgetrieben oder kamen vernachlässigt zu Tode.

## Name
Der Name „Ausländerkinder-Pflegestätte“ war eine euphemistische Bezeichnung, die der Reichsführer SS, Heinrich Himmler in einem Erlass vom 1942 vorgab. Mit dem offiziellen Namen wurde der Schein der Existenz tatsächlicher Säuglingspflegeheime erzeugt, in dem gleichzeitig der unausgesprochene Zweck erfüllt wurde, die unerwünschten Kinder rasch sterben zu lassen.
Der genaue Name, der den „Pflegestätten“ im Kreis Dannenberg von der Kreisbauernschaft in Lefitz, Nienhof, heute ein Ortsteil von Langlingen, und Bückau, heute ein Ortsteil von Dannenberg, gegeben wurde, lautete „Pflegestätten für Kinder ausländischer Arbeiterinnen“. Damit lehnte sie sich an die Namensvorgabe von Heinrich Himmlers Erlass an.

## Errichtung
Die lokale Errichtung der sogenannten „Pflegestätte“ in Lefitz basierte auf der Entscheidung vom regional zuständigen Landrat, von führenden Vertretern der Kreisbauernschaft und vom Arbeitsamt. Die sogenannte „Kreisbäuerin“ Magdalene Malchow unterstützte die Einrichtung in Lefitz und errichtet wurde sie Ende Mai bzw. Anfang Juni 1944. Anlässlich der Eröffnung kam der Regierungspräsident persönlich nach Lefitz und bezeichnet die „Pflegestätte“ als „vorbildlich“.
Das Haus, in dem sich die „Pflegestätte“ befand, hatte mehrere Räume: ein Zimmer für den Tagesaufenthalt der Kinder, ein Vorratszimmer, ein Schlafzimmer für die Kinder, einen Schlafraum für die sowjetischen oder polnischen Helferinnen und eine Toilette. Das Haus lag gegenüber der Hausnummer 14 in Lefitz. Die untergebrachte Anzahl der „fremdländischen“ Kinder schwankte zwischen acht und 20.

## Organisation und Kosten
Die Heimleiterin Friederike Grönitz wurde monatlich entlohnt, die neue Heimleiterin erhielt monatlich 90 Reichsmark von der Kreisbauernschaft. Der Arbeitgeber war die Kreisbauernschaft und die Oberaufsicht über die „Pflegestätte“ führte die „Kreisbäuerin“. Sie hatte die Aufgabe, die „Pflegestätte“ kontinuierlich aufzusuchen, um die Heimleitung zu überwachen.
Die Kreisbauernschaft war für die Wäsche und die Einrichtung wie Betten und für Decken zuständig. Das Wirtschaftsministerium hatte keine Gelder für die Kleidung der Kinder zur Verfügung gestellt, daher wurden von Zeit zu Zeit Sammlungen für die „Pflegestätten“ durchgeführt.
Die Aufgabe der Heimleiterin bestand darin, den zwei Helferinnen Weisungen zu erteilen und „sauber“ zu halten. Sie sollte die Lebensmittel und Güter des Bedarfs einkaufen und Kontakt zum Bürgermeister und zur „Kreisbäuerin“ halten.
Die Kosten für Lebensmittel trug der Bürgermeister, der die Zuteilung der Lebensmittelkarten vornahm und für die Besorgung des Heizmaterials zuständig war. Die täglichen Milchlieferungen besorgte in Lefitz ein polnischer Kriegsgefangener. Die verwendeten Lebensmittel waren minderwertig und die Rationen waren geringer als diejenigen, die für deutsche Kinder vorgesehen waren.
Für die medizinische Betreuung der Kinder war das Kreisgesundheitsamt zuständig. Ein Medizinalrat wurde 1944 vom Regierungspräsidenten mit der Aufsicht über alle „Pflegestätten“ im Kreis Dannenberg beauftragt.

## Kinder und Mütter
Als sich eine Russin weigerte ihr drei Monate altes Kind abzugeben, das aus einer Beziehung mit einem Polen entstanden war, der auf einem Bauernhof arbeiten musste, wurde es ihr gewaltsam entrissen. Vier Monate später war es tot, als Todesursache stand „Zahnkrampf“ in der Sterbeurkunde.
Ein polnischer Zeuge beispielsweise sagte in der Gerichtsverhandlung am 28. Oktober 1948 unter Eid aus: „[Ein] Kind war ganz ausgezehrt, und seine kleinen Füße waren an das Bett gebunden. Außerdem hatte das Kind blutende Wunden an seinen Beinen, Gesäß und Rücken von nassem Bettzeug, welches nur selten gewechselt wurde. Es war außerordentlich kalt im Lager, und die Füße und Hände der Kinder waren blau und angeschwollen“.
Eine Polin, die bei einem Gastwirt in Groß Sachau arbeiten musste und im November 1943 ein Kind bekam, wurde Mitte Oktober 1944 aufgefordert ihr Kind in Lefitz abzugeben. Da inzwischen die Todesfälle in der Pflegestätte in der Umgebung von Lefitz bekannt geworden waren, weigerte sie sich das Kind abzugeben. Daraufhin suchte die Polizei sie auf, die ihr mit einem Besuch durch die Gestapo drohte. Kurz danach wurde das Kind abgeholt. Als sie danach ihr Kind in der „Pflegestätte“ aufsuchte und ihr Kind „hungrig, blaugefroren und ohne Decke“ auffand, beschwerte sie sich bei der Heimleiterin. Diese erteilte ihr ein Besuchsverbot. Mit Unterstützung ihres Arbeitgebers holte die Mutter das Kind ab. Die Frau ihres Arbeitgebers wollte das Kind in einem Gästezimmer unterbringen. Die Heimleiterin suchte die Frau in dem Gasthof persönlich auf und drohte ihr. Anschließend benachrichtigte die Heimleiterin den Bürgermeister des Ortes und die Polizei. Ein Polizist sollte eine Geldstrafe von 100 Reichsmark bei der Polin vollstrecken und er erzwang die Herausgabe des Kindes. Das Kind blieb bis zum April 1945 in der „Pflegestätte“ in Lefitz und verstarb kurze Zeit danach, was die Mutter des Kindes auf den Aufenthalt in der „Pflegestätte“ zurückführte.
Ein ähnlich gelagerter Fall ereignete sich in Groß Sachau im August 1944, als sich eine Frau weigerte ihr Kind abzugeben, versuchte der Bürgermeister sie von der Abgabe zu überzeugen. Dies gelang ihm nicht, aber er meldete ihre Weigerung nicht weiter, dadurch blieb das Kind bei der Mutter, und auch die Lebensmittelmarken entzog er ihr nicht. Später wurde es ihr, unter Androhung einer Strafe von 100 Reichsmark, doch abgenommen.
Die Zwangsarbeiter hatten lediglich alle 14 Tage arbeitsfrei und zunächst durften die Kinder zu beliebigen Zeiten besucht werden. Ab Herbst 1944 konnten Besuche nur an Sonntagen von 14:00 bis 16:00 Uhr stattfinden. Wenig später war nur ein Besuch lediglich an Sonntagen alle vier Wochen erlaubt. Dadurch waren die Mütter sehr aufgebracht. Daraufhin standen Mütter und Väter an Sonntagen an den Fenstern und wollten einen Blick auf die Kinder werfen. Väter durften ihre Kinder grundsätzlich nicht besuchen. Das war nicht allgemein bekannt. Ein weiterer Konflikt entstand, als eine Mutter, trotz Verbot durch die Heimleiterin, ihr Kind auf den Arm nahm und sie deshalb von der Heimleiterin geschlagen wurde. Diese informierte daraufhin den Bürgermeister und die Polizei. Der Bürgermeister und ein Hilfspolizist eilten zur Pflegestätte und sie sahen vor Ort, dass allen Kindern lediglich „ärmlicher Kartoffelbrei“ mit einem einzigen Löffel verabreicht wurde. Sie stellten auch fest, dass Bekleidung der Kinder spärlich und zerrissen war. Zusätzlich befanden die Kinder sich in einem Raum in dem Wäsche getrocknet wurde. Dafür kritisierten Bürgermeister und Hilfspolizist die Heimleiterin. Als die Helferinnen sich weigerten, den Weisungen der Heimleiterin zu folgen, wurde eine neue Heimleiterin gesucht, die bereits zum 1. Januar 1945 angestellt wurde.
Die neue Heimleiterin hatte wie ihre Vorgängerin eine kaufmännische Angestellte und hatte ebenfalls auch keine Ausbildung in der Säugling- und Kinderpflege. Als sie ihre Arbeit am 18. Januar 1945 aufnahm, fand sie acht oder neun Kinder und zwei sowjetische Helferinnen vor. Vor Gericht sagte sie aus, dass im Heim katastrophale Umstände herrschten, die Kinder hatten Läuse und Geschwüre und waren blass, alle waren mehr oder weniger krank, die Betten waren umfänglich mit Kot verunreinigt und auch die Küche und die Einrichtungsgegenstände waren verdreckt.
Allerdings ging sie ihre Aufgabe engagiert an und verbrachte ihre Zeit in aller Regel täglich von acht Uhr morgens bis 21:00 Uhr im Haus, während ihre Vorgängerin nur alle paar Tage und lediglich eine Stunde dort anwesend war. Von ihrer Arbeitsaufnahme im Januar bis zur Auflösung im Mai 1945 starb in der „Pflegstätte“ kein weiteres Kind mehr.

## Kriegsverbrecherprozess
Die Ausländerkinder-Pflegestätte in Lefitz wurde in einem Kriegsverbrecher-Prozess verhandelt, der vom 18. März bis zum 1. April 1948 in Hamburg stattfand. Angeklagt waren die erste Heimleiterin der „Pflegestätte“ und die „Kreisbäuerin“. Die Heimleiterin wurde zu einem halben Jahr Gefängnis verurteilt, die „Kreisbäuerin“  freigesprochen. Aufsichtführende Stellen oder verantwortliche Personen im Regierungspräsidium und Arbeitsamt wurden nicht zur Rechenschaft gezogen.

## Nachwirken
Auf dem Friedhof Clenze soll es laut Volksbund Gräber von Kindern aus der Ausländerkinder-Pflegestätte Lefitz geben. Am 14. Oktober 2014 wurde der Opfer mit einer aufgestellten Tafel mit den Namen der neun Kinder auf dem Friedhof in Clenze gedacht. Die Tafel befindet sich unweit der Kriegsgräberstätte.